# Линн, Джианна
Джианна Линн (англ. Gianna Lynn; род. 3 декабря 1984 года) — порноактриса
. У Линн филиппинские, испанские и китайские корни.

## Биография
Она переехала в Калифорнию, когда ей было 4 года, выросла в долине Сан-Фернандо.
В мае 2008 года она появилась в эпизоде Miami Ink, показанном на канале TLC. Во время передачи ей сделали тату ангела на шее. Кроме съёмок в порнофильмах она снимается в мужских и посвящённых фитнесу журналах.

## Премии и номинации
- 2007 номинация на AVN Award в категории лучшая новая старлетка
- 2007 номинация на AVN в категории — Best Group Sex Scene (Video) — Hellcats 10 (с Меллисой Лорен, Риком Мастерсом, Арнольдом Шварценпекером и Барри Скоттом)[1]
- 2008 номинация на AVN Award в категории Unsung Starlet
- 2008 номинация на XRCO в категории Unsung Siren
- 2008 номинация на F.A.M.E. Awards в категории Most Underrated Star[2]
- 2009 номинация на AVN Award в категории Best All-Girl Group Sex Scene — Girlgasmic[3]
- 2010 номинация на AVN Award в категории Best All-Girl Group Sex Scene — Sun Goddess: Malibu[4]